# Ле-Като-Камбрези
Ле-Като́-Камбрези́ (фр. Le Cateau-Cambrésis) — коммуна во Франции, регион О-де-Франс, департамент Нор, кантон Като-Камбрези. Расположена в 70 км от Лилля и 28 км от Валансьена, на берегах реки Сель. В 2 км к югу от центра коммуны находится железнодорожная станция Ле-Като линии Крей-Жёмон.
Название «Камбрези» означает, что этот населенный пункт находится на территории, ранее принадлежавшей архиепископу Камбре.
Население (2017) — 6 933 человека.

## История
- 2—3 апреля 1559 года в Ле-Като-Камбрези был подписан мирный договор, завершивший Итальянские войны.
- до 1678 года город принадлежал Испанским Нидерландам (современная Бельгия). Франция получила Ле-Като-Камбрези по Ниймегенскому соглашению 1678 г.
- 28 марта 1794 года при Ла-Като-Камбрези объединенная армия под командованием принца Кобургского разбила французскую армию.
- 26—27 1914 года в битве при Ле-Като британский экспедиционный корпус, отступавший после сражения при Монсе, безуспешно пытался остановить наступление германской армии, но был вынужден отойти на запад к Сен-Кантену.

## Основные достопримечательности
- Музей Матисса — в музее выставлено более 170 работ Матисса, это третье по численности картин собрание Матисса во Франции.
- Монастырская церковь Святого Мартина — образец барокко XVI века
- Дворец епископов Камбре конца XVII века с примыкающим к нему городским парком
- Здание мэрии XVI века с беффруа XVII века. К огорчению жителей города, беффруа не включено в список Всемирного наследия ЮНЕСКО в составе группы беффруа Бельгии и Северной Франции
- Пивоваренный завод Lefebvre-Scalabrino, открытый в здании бывшего аббатства Сен-Андре

## Экономика
Структура занятости населения:
- сельское хозяйство — 1,5 %
- промышленность — 11,5 %
- строительство — 2,0 %
- торговля, транспорт и сфера услуг — 33,0 %
- государственные и муниципальные службы — 52,1 %

Уровень безработицы (2017) — 30,8 % (Франция в целом — 13,4 %, департамент Нор — 17,6 %). 

Среднегодовой доход на 1 человека, евро (2017) — 15 540 (Франция в целом — 21 110, департамент Нор — 19 490).

## Демография
Динамика численности населения, чел.

## Администрация
Пост мэра Ле-Като-Камбрези с 2001 года занимает член партии Союз демократов и независимых Серж Симеон (Serge Siméon). На муниципальных выборах 2020 года возглавляемый им центристский список победил в 1-м туре, получив 58,92 % голосов.
| Период | Период | Фамилия         | Партия                                                 | Примечания                                                |
| ------ | ------ | --------------- | ------------------------------------------------------ | --------------------------------------------------------- |
| 1971   | 1983   | Ролан Гримальди | Социалистическая партия                                | профессор, сенатор, член Генерального совета департамента |
| 1983   | 1988   | Жан-Пьер Лабуре | Союз за французскую демократию                         |                                                           |
| 1988   | 1989   | Рене Ледьё      | Объединение в поддержку Республики                     |                                                           |
| 1989   | 1995   | Ролан Гримальди | Социалистическая партия                                | профессор, сенатор, член Генерального совета департамента |
| 1995   | 2001   | Рене Ледьё      | Объединение в поддержку Республики                     | член Генерального совета департамента                     |
| 2001   |        | Серж Симеон     | Социалистическая партия, Союз демократов и независимых | директор больницы, член Совета региона О-де-Франс         |

## Города-побратимы
- Вилсбеке, Бельгия
- Вестербург, Германия
- Каве, Италия

## Знаменитые уроженцы
- Анри Матисс (1869—1954), знаменитый художник
- Эдуард Адольф Мортье (1768—1835), маршал Франции

## Галерея

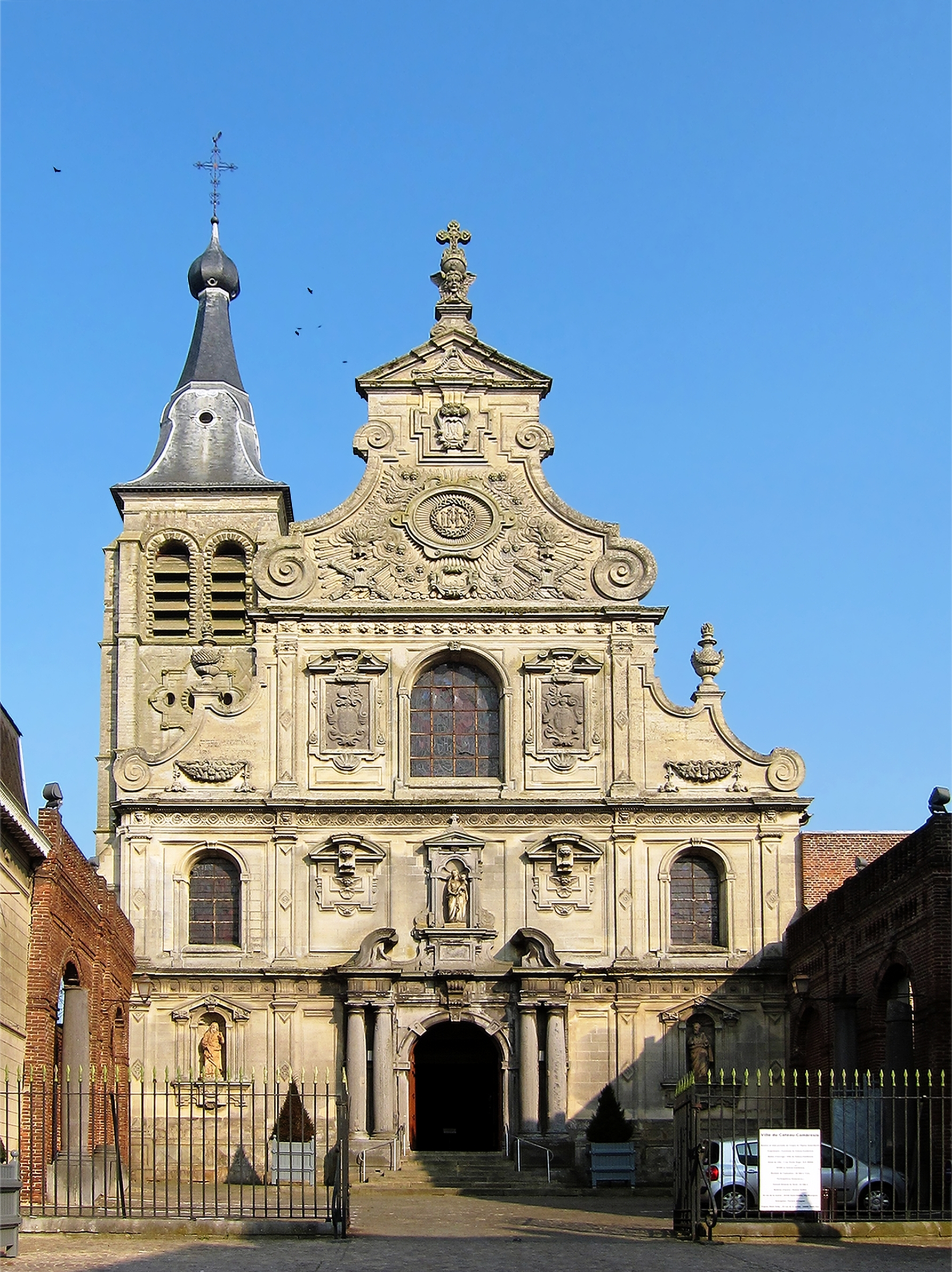
Церковь Святого Мартина
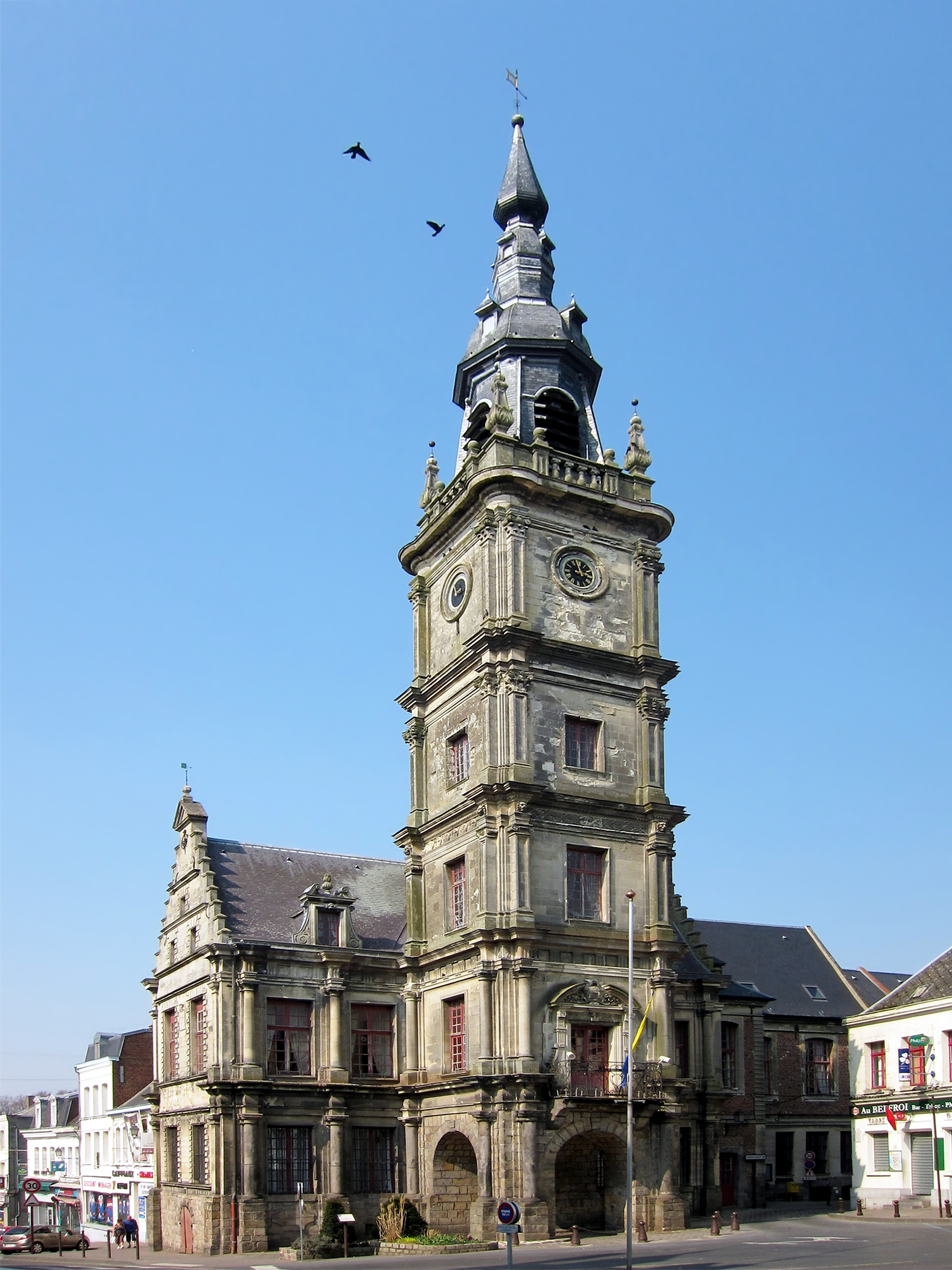
Здание мэрии с беффруа
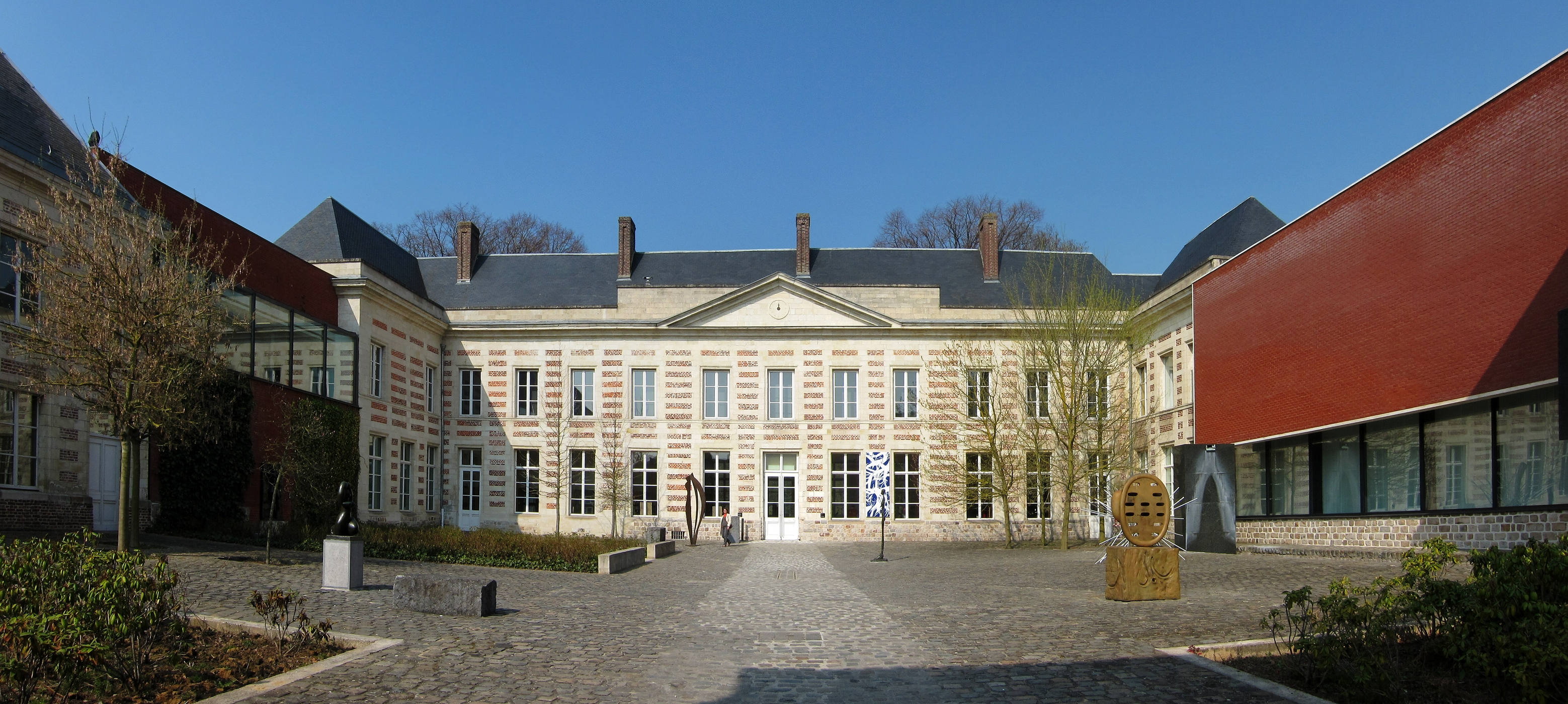
Музей Матисса
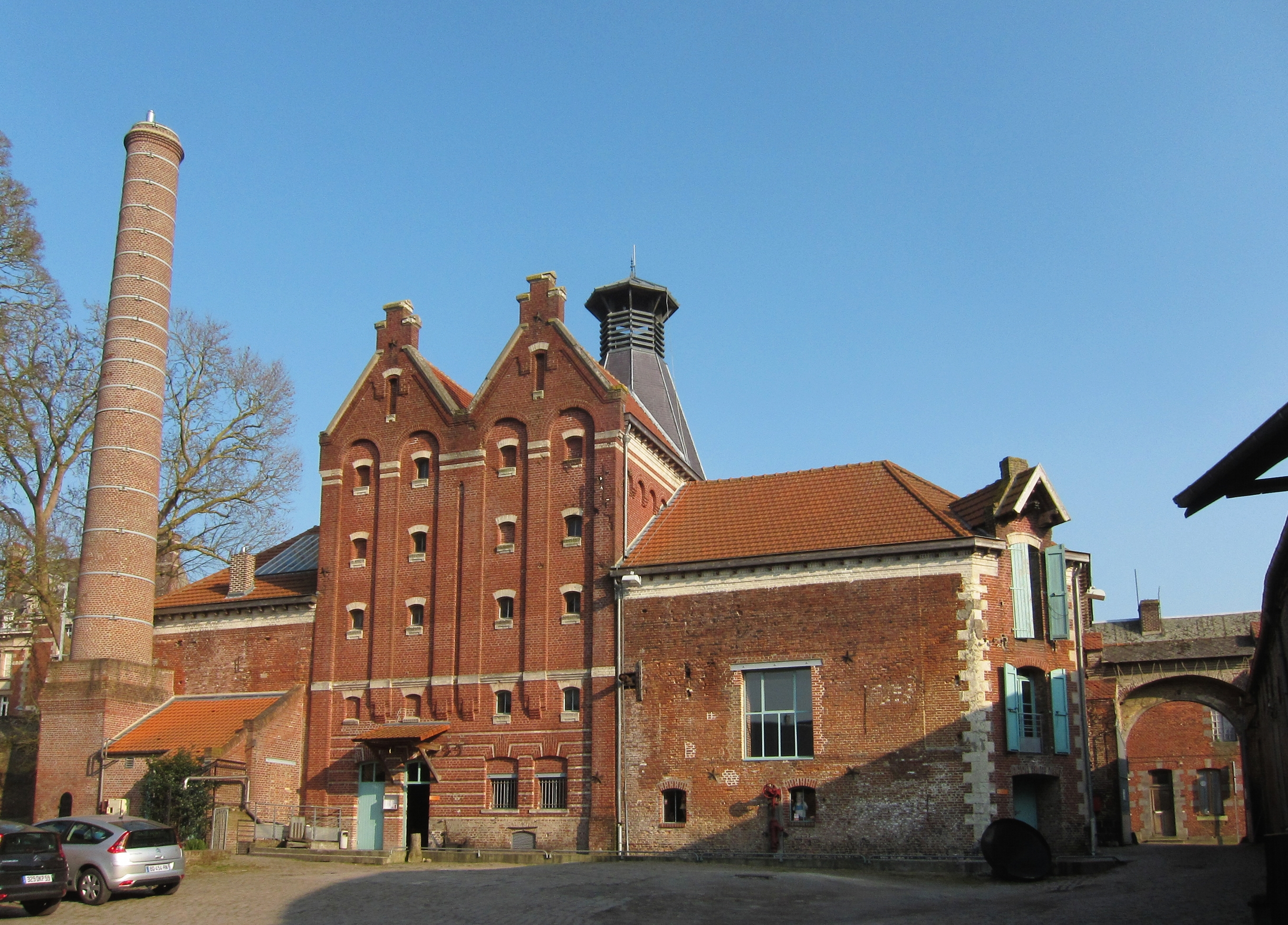
Пивоваренный завод Lefebvre-Scalabrino

1. 1 2  база данных о французских коммунах — Национальный географический институт Франции, 2015.